# سام إليس
سام إليس (بالإنجليزية: Sam Ellis)‏ (12 سبتمبر 1946 في المملكة المتحدة - ) هو مدرب كرة قدم ولاعب كرة قدم بريطاني في مركز الدفاع. شارك مع منتخب إنجلترا تحت 21 سنة لكرة القدم. أما مع النوادي، فقد لعب مع شيفيلد وينزداي ونادي واتفورد ولينكولن سيتي أف سي ونادي مانسفيلد تاون.

## وصلات خارجية
- سام إليس على موقع قاعدة بيانات كرة القدم.إي يو (الإنجليزية)
- سام إليس على موقع Soccerbase.com (لاعب) (الإنجليزية)
- سام إليس على موقع عالم كرة القدم.نت (الإنجليزية)